# Pavetta barbertonensis
Pavetta barbertonensis är en måreväxtart som beskrevs av Cornelis Eliza Bertus Bremekamp. Pavetta barbertonensis ingår i släktet Pavetta och familjen måreväxter. Inga underarter finns listade i Catalogue of Life.